# Markie Post

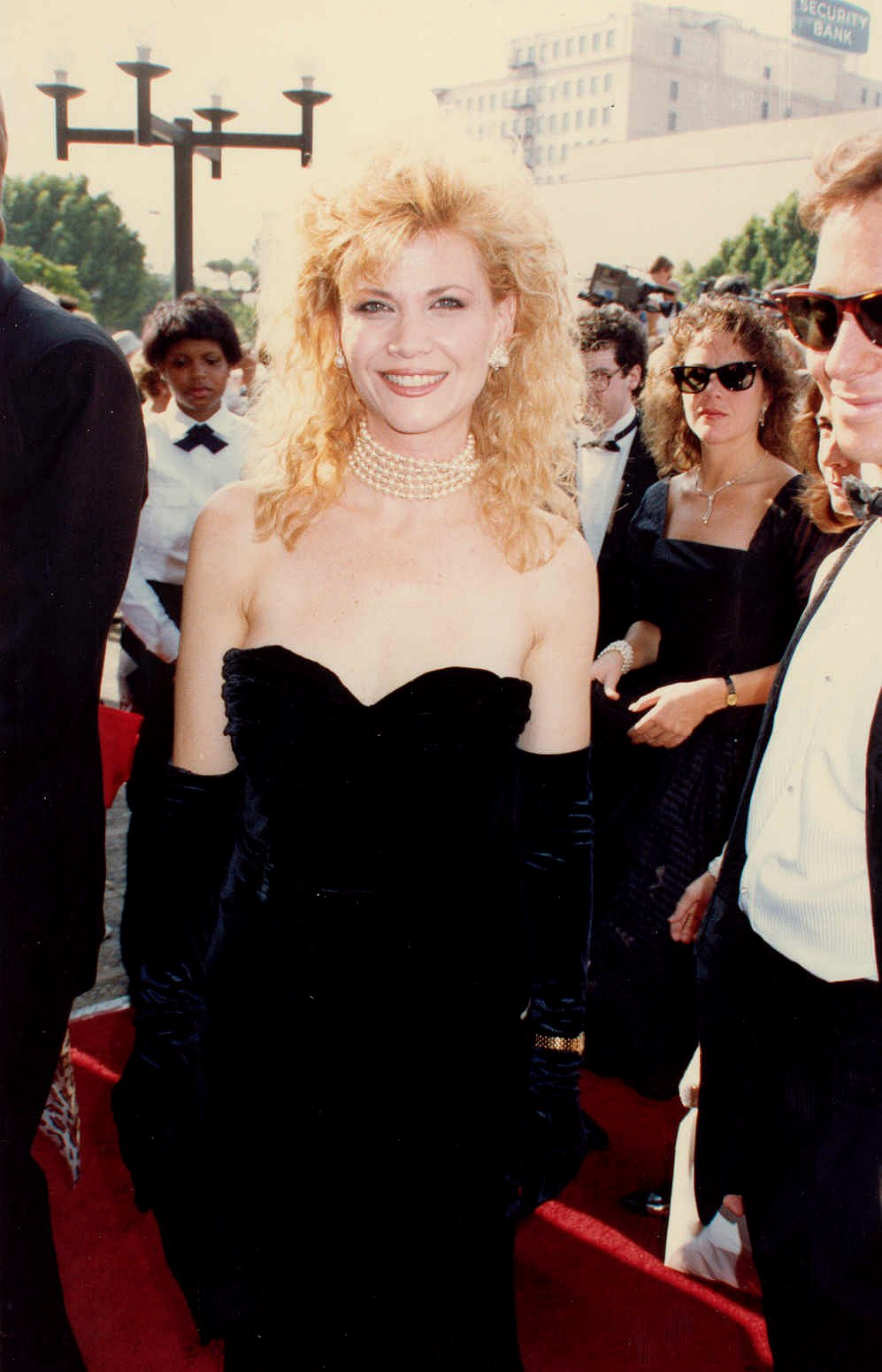
Markie Post, 1988

Marjorie Armstrong Post (* 4. November 1950 in Palo Alto, Kalifornien; † 7. August 2021) war eine US-amerikanische Schauspielerin.

## Leben
Post, Tochter des Physikers Richard Post, wuchs in Walnut Creek, Kalifornien auf. Sie besuchte die Las Lomas High School sowie das Lewis & Clark College in Portland, Oregon, welches sie mit dem Bachelor of Arts abschloss.
Zunächst arbeitete sie Ende der 1970er Jahre in US-amerikanischen Spielshows wie Split Second, Double Dare und Card Sharks als Model, Produzentin und im Schnitt. Erste Gastrollen hatte sie in CHiPs, Der unglaubliche Hulk und Hart aber herzlich, bevor sie 1982 die Rolle der Kautionsagentin Terri Michaels in der Serie Ein Colt für alle Fälle erhielt, die sie bis 1985 in 61 Folgen spielte. Daran anschließend spielte sie bis 1992 in 152 Folgen die Pflichtverteidigerin Christine Sullivan in Harrys wundersames Strafgericht. Zwischen 1992 und 1995 hatte sie die weibliche Hauptrolle in der Sitcom Küß’ mich, John.
Seitdem spielte sie in verschiedenen Fernsehproduktionen wie The District – Einsatz in Washington, Scrubs – Die Anfänger sowie Ghost Whisperer – Stimmen aus dem Jenseits. Zu ihren wenigen Auftritten in Spielfilmen gehört Verrückt nach Mary, in dem sie die Mutter von Cameron Diaz spielte.
Post war zweimal verheiratet. Aus ihrer zweiten Ehe mit Michael A. Ross gingen zwei Töchter hervor. Sie starb im August 2021 im Alter von 70 Jahren nach langjähriger Erkrankung an Krebs.

## Filmografie (Auswahl)

### Filme
- 1978: Frankie and Annette: The Second Time Around (Fernsehfilm)
- 1981: Bis zum letzten Schuß (Gangster Wars)
- 1986: Drei Millionäre und eine Leiche (Triplecross)
- 1988: Showdown in Atlantic City (Glitz, Fernsehfilm)
- 1995: Die Nacht, in der sie uns besuchen (Visitors of the Night)
- 1996: Der kalte Hauch des Todes (Chasing the Dragon)
- 1998: Verrückt nach Mary (There’s Something About Mary)
- 2001: Hilfe, Daddy sucht mir einen Freund (Till Dad Do Us Part)
- 2007: Weihnachten in Handschellen (Holiday in Handcuffs, Fernsehfilm)
- 2010: Backyard Wedding
- 2017: Vier Weihnachten und eine Hochzeit (Four Christmases and a Wedding, Fernsehfilm)

### Fernsehserien
- 1979: Buck Rogers (Buck Rogers in the 25th Century, zwei Folgen)
- 1979: Hart aber herzlich (Hart to Hart, Folge: Mädchenjagd)
- 1979: Der unglaubliche Hulk (The Incredible Hulk, eine Folge)
- 1979: CHiPs (eine Folge)
- 1979: Barnaby Jones (eine Folge)
- 1981: The Gangster Chronicles
- 1981: Simon & Simon (eine Folge)
- 1982–1983: Love Boat (The Love Boat, zwei Folgen)
- 1982–1985: Ein Colt für alle Fälle (The Fall Guy, 64 Folgen)
- 1983: Cheers (eine Folge)
- 1983–1984: Das A-Team (The A-Team, zwei Folgen)
- 1984: Hotel (eine Folge)
- 1984–1992: Harrys wundersames Strafgericht (Night Court, 159 Folgen)
- 1992–1995: Küß’ mich, John (Hearts Afire, 54 Folgen)
- 2002–2006: Scrubs – Die Anfänger (Scrubs, drei Folgen)
- 2003–2004: The District – Einsatz in Washington (The District, zwei Folgen)
- 2006: Ghost Whisperer – Stimmen aus dem Jenseits (Ghost Whisperer, eine Folge)
- 2014–2015: Chicago P.D. (zwölf Folgen)